# Palladacyklické sloučeniny
Palladacyklické sloučeniny jsou metalocyklické sloučeniny obsahující vazby mezi atomy uhlíku a palladia. Vyskytují se jako meziprodukty reakcí katalyzovaných nebo řízených palladiem. Palladacyklické sloučeniny se zkoumají jako prekatalyzátory reakcí v homogenní katalýze a organické syntéze.

## Historie

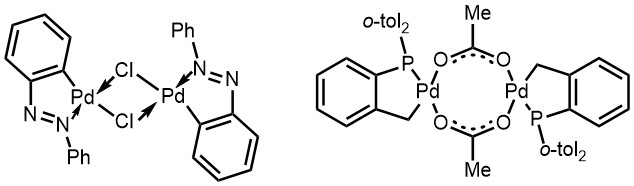
První popsaný palladacyklus, vzniklý reakcí aromatické azosloučeniny a Herrmannova katalyzátoru

V 60. letech 20. století popsali Arthur C. Cope a Robert W. Siekman cyklopaladační reakce azobenzenů s chloridem palladnatým. Využitelnost palladacyklů jako katalyzátorů se zvýšila objevem Herrmannova katalyzátoru v 90. letech. Deriváty tris(o-tolyl)fosfinu lze použít v Heckových reakcích.

## Rozdělení
Palladacyklické sloučeniny lze rozdělit do dvou skupin: na donory čtyř elektronů a donory šesti elektronů.

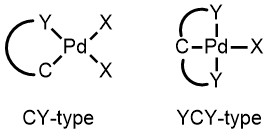
Druhy palladacyklických sloučenin

### Neutrální, kationtové a aniontové palladacykly

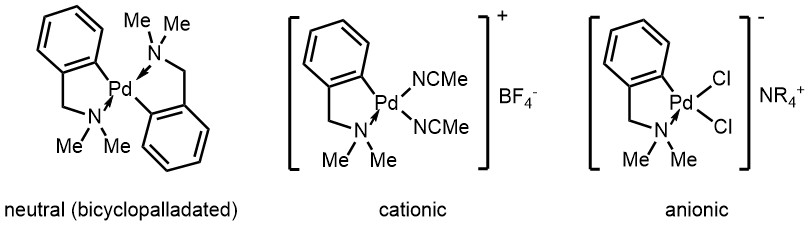
Příklady neutrálních, kationtových a aniontových palladacyklů

Palladacyklické komplexy mohou být neutrální, kationtové, nebo aniontové. Neutrální mohou být, v závislosti na vlastnostech ligandů, monomerní, dimerní, či bis-cyklopalladované.

### Velikosti kruhů

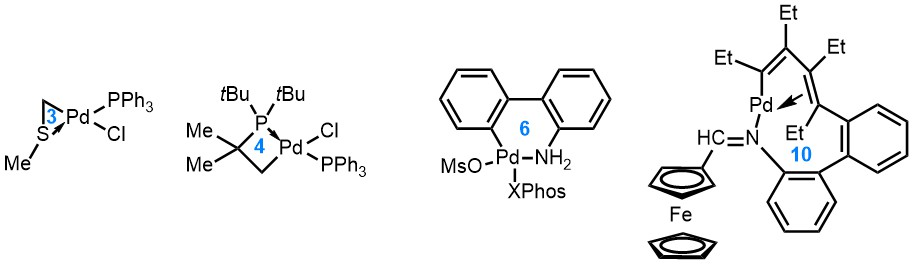
Příklady palladacyklických sloučenin s různě velkými kruhy

Jsou popsány palladacyklické sloučeniny, jejichž kruhy obsahují od 3 do 10 atomů, běžněji se ale využívají pouze 5- a šestičlenné kruhy. Palladacykly s 3, 4, nebo více než 6 atomy bývají, v důsledku kruhového napětí, nestálé.

### Donorové skupiny
Palladacyklické sloučeniny lze rozdělit i podle druhu donorových atomů; například Herrmannův katalyzátor patří mezi fosfinové palladacykly. Dalšími druhy jsou palladacykly fosfitové, iminové, oximové a CS-/CO-palladacykly. Palladacykly odvozené od 2-aminobifenylu mohou být zařazeny do křížových párovacích reakcí.

## Příprava
Palladacyklické sloučeniny lze připravit několika způsoby. Jedním z nich je aktivace vazeb C–H.
Cyklopaladace aromatických sloučenin pravděpodobně probíhají jako elektrofilní aromatické substituce. Použít se dají i oxidační adice arylhalogenidů; tento postup je však omezen horší dostupností arylhalogenidů.

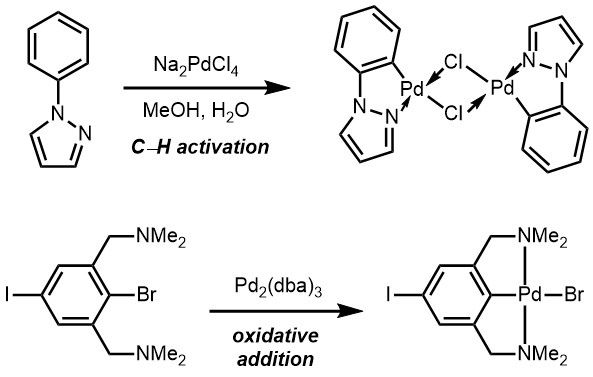
Příprava palladacyklické sloučeniny aktivací vazby C-H a oxidační adicí

Účinné jsou rovněž transmetalace a nukleopalladace.

## Použití

### Prekatalyzátory
Palladacyklické sloučeniny se používají jako prekatalyzátory, nejčastěji v redukčních eliminacích, kde se mění palladnaté (Pt2+) komplexy na aktivní Pd0. U 2-aminobifenylových palladacycklů se vytváří kineticky aktivní 12elektronový komplex Pd0, což umožňuje další oxidačně adiční reakce.
Za účelem lepšího popsání elektronových a sterických efektů byly připraveny různé 2-aminobifenylové palladacykly.

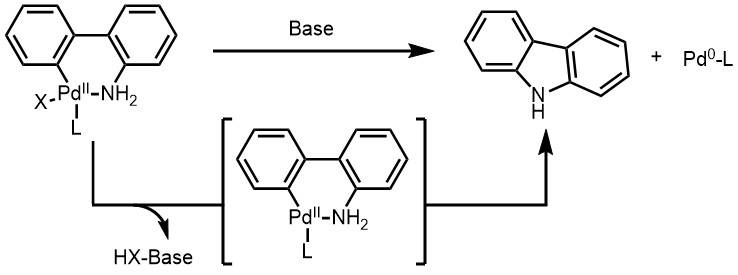
Aktivace Buchwaldových palladacyklických prekatalyzátorů

S palladacyklickými prekatalyzátory lze dosáhnout vysokých reaktivit a selektivit u Heckových a mnoha křížově párovacích reakcí, jako jsou Suzukiova, Sonogaširova, Stilleova a Buchwaldova–Hartwigova.
Palladacykly byly využity i při několika totálních syntézách.

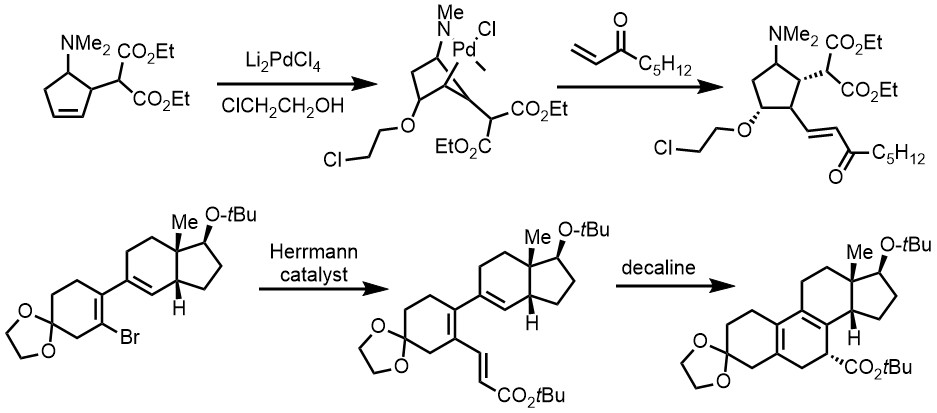
Palladacykly jako meziprodukty a katalyzátory v totálních syntézách

### Další využití
Mimo katalýzy mohou být palladacyklické sloučeniny využití také v lékařství, například cisplatina se používá jako protinádorové léčivo.